# ميشال عون (أسقف)
ميشال عون (مواليد 2 يونيو 1959 في الدامور لبنان ) هو الأبرشي الحالي لأبرشية الجبيل المارونية الكاثوليكية . 

## حياته
تلقى ميشال عون في 9 يونيو 1984 رسامته الكهنوتية.
أكد البابا بنديكتوس السادس عشر في 16 يناير 2012 انتخابه أبرشي أبرشيلة الجبيل، وقام بطريرك أنطاكية الماروني ، الكاردينال بشارة بطرس الراعي بتكليفه في 25 فبراير 2012 للأسقفية. وكان زملائه في الفريق سمير مظلوم ‏ ، أسقف أنطاكية المتقاعد، وبول يوسف مطر رئيس أساقفة بيروت.

## روابط خارجية
- http://www.gcatholic.org/dioceses/diocese/jbei0.htm